# Fonds d'action Gill
 (janvier 2019).
Le Fonds d'action Gill (Gill Action Fund en anglais, ou encore le GAF) est une organisation de type 501c fondée en 2005 par le philanthrope et entrepreneur Tim Gill, ayant pour objectif de coordonner les actions militantes pour les droits gais de différentes organisations alliées, mais aussi de permettre l'investissement financier de la fondation Gill qui ne peut le faire en regard au Code Financier Américain. Le GAF dispose d'un certain nombre d'employés politiciens gais dont Patrick Guerriero, Robin Brand et Bill Smith. Guerriero était l'ancien directeur exécutif du Log Cabin Republicans.
Le programme politique du GAF est de travailler à l'amélioration des conditions LGBT, à son soutien mais aussi de rallier des philanthropes à sa cause en soulevant des fonds pour financer la mise en place d'un large réseau d'organisations travaillant pour l'amélioration des droits des homosexuels.